# Équation de Carothers
Pour les articles homonymes, voir Carothers.
Dans une polymérisation par étapes, l'équation de Carothers fournit le degré de polymérisation moyen en nombre, {\displaystyle {\bar {DP_{n}}}} ou {\displaystyle {\bar {X}}_{n}}, en fonction du taux de conversion, p, de la réaction. Cette équation fut proposée par Wallace Carothers qui synthétisa le nylon en 1935.

## Polymères linéaires: deux monomères en quantités équimolaires
Au cas le plus simple, un polymère strictement linéaire est produit de la réaction (normalement par la condensation) de deux monomères en quantités équimolaires. par exemple la synthèse du nylon-6,6 dont la formule est [-NH-(CH2)6-NH-CO-(CH2)4-CO-]n, à partir d'une mole d'hexaméthylènediamine, H2N(CH2)6NH2, et une mole d'acide adipique, HOOC-(CH2)4-COOH. Dans ce cas :
{\displaystyle {\bar {X}}_{n}={\frac {1}{1-p}}}.
Ici {\displaystyle {\bar {X}}_{n}}est aussi la longueur moyenne de la chaîne macromoléculaire (exprimée en unités monomère).

Le taux de conversion est défini par :
{\displaystyle p={\frac {N_{0}-N_{t}}{N_{0}}}}
où :
{\displaystyle N_{0}} est le nombre de molécules présentes dans le milieu réactionnel au temps initial ;
{\displaystyle N_{t}} est le nombre de molécules présentes au temps t.
À la fin de la réaction, p représente le rendement chimique.
Un taux de conversion élevé est requis pour obtenir un degré de polymérisation élevé, donc des polymères de masse molaire élevée. Par exemple, p = 0,98 (98 %) est requis pour {\displaystyle {\bar {X}}_{n}} = 50, et p = 99 % est requis pour {\displaystyle {\bar {X}}_{n}} = 100.

## Polymères linéaires: un monomère en excès
En présence d'un écart stœchiométrique d'un monomère, l'équation de Carothers devient :
{\displaystyle {\bar {X}}_{n}={\frac {1+r}{1+r-2rp}}}.
Ici r représente le rapport stœchiométrique des réactifs. Par convention, le réactif en excès est au dénominateur de sorte que r < 1. S'il n'y a pas d'écart stœchiométrique, alors r = 1 et cette équation est réduite au cas équimolaire ci-dessus.
En conséquence du réactif en excès, le degré de polymérisation diminue pour chaque valeur de p. Dans la limite de la conversion totale du monomère réactif limitant, p → 1 et :
{\displaystyle {\bar {X}}_{n}\to {\frac {1+r}{1-r}}}.
Ainsi, si un monomère est 1 % en excès, r = 0,99 et le degré de polymérisation limitant est 199, comparé à l'infini au cas équimolaire. Un excès d'un réactif peut être employé afin de contrôler le degré de polymérisation.

## Polymères ramifiés (ou branchés): monomères multifonctionnels
La fonctionnalité d'une molécule monomère est le nombre de groupes fonctionnels qui participent à la polymérisation. Les monomères de fonctionnalité supérieure à deux introduisent la ramification (ou branchement) dans un polymère, et le degré de polymérisation dépend de la fonctionnalité moyenne fmoy d'une unité monomère. Pour un système qui contient N0 molécules au début et des nombres équivalents de deux groupes fonctionnels A et B, le nombre total de groupes fonctionnels est N0fmoy.
{\displaystyle f_{moy}={\frac {\sum N_{i}\cdot f_{i}}{\sum N_{i}}}}
L'équation modifiée de Carothers est alors :
{\displaystyle x_{n}={\frac {2}{2-pf_{moy}}}}, où p égale {\displaystyle {\frac {2(N_{0}-N)}{N_{0}\cdot f_{moy}}}}.

## Équations associées
Les équations suivantes sont développées à l'aide de l'équation de Carothers :
{\displaystyle {\begin{matrix}{\bar {X}}_{w}&=&{\frac {1+p}{1-p}}\\{\bar {M}}_{n}&=&M_{o}{\frac {1}{1-p}}\\{\bar {M}}_{w}&=&M_{o}{\frac {1+p}{1-p}}\\PDI&=&{\frac {{\bar {M}}_{w}}{{\bar {M}}_{n}}}=1+p\\\end{matrix}}}
où :
{\displaystyle {\bar {X}}_{w}} est le degré de polymérisation moyen en masse ;
{\displaystyle {\bar {M}}_{n}} est la masse molaire moyenne en nombre ;
{\displaystyle {\bar {M}}_{w}} est la masse molaire moyenne en masse ;
{\displaystyle {M}_{0}} est la masse molaire de l'unité répétitive ou motif monomère ;
{\displaystyle PDI} est l'indice de polymolécularité (en anglais : Polydispersity index).
La dernière équation indique que la valeur maximale de PDI est 2, ce qui correspond à un taux de conversion de 100 %. Ceci est vrai pour la polymérisation par étapes des polymères linéaires. PDI peut être bien supérieur dans la polyaddition ou bien pour les polymères ramifiés (branchés).
En pratique, le rendement, et donc la longueur moyenne de la chaîne macromoléculaire, est limité par des facteurs tels une réaction équilibrée ne pouvant être totalement déplacée vers la formation du produit, la pureté des réactifs, la présence de réactions secondaires (présence de molécules réactives monovalentes au lieu de bivalentes…) et la viscosité du milieu réactionnel.